# Astrangia poculata
Espèce
Statut de conservation UICN

 LC  : Préoccupation mineure
Statut CITES
Astrangia poculata (anciennement A. danae) est une espèce de coraux durs appartenant à la famille des Rhizangiidae. Cet animal marin hétérotrophe se nourrit de plancton qu'il attrape à l'aide de harpons nommés nématocystes, responsables de la sensation urticante caractéristique des cnidaires. Il peut aussi recevoir de l'énergie via une symbiose avec des microalgues photosynthétiques hébergées sous sa peau.

## Description et caractéristiques
Astrangia poculata pousse en regroupements de polypes, mesurant jusqu'à 5 cm de diamètre. Chaque polype individuel est ancré dans une cavité pierreuse appelée polypiérite ou coralitte (cf photo noir et blanc). Ces polypes sont longs, translucides, et la colonie a un aspect velu quand ils sont sortis. Il a la particularité d'être en symbiose facultative avec des zooxanthelles, microalgues protistes photosynthétiques qui donnent au corail sa couleur brune, selon les conditions environnementales. Contrairement à la majorité des coraux qui ne survivent pas sans cette symbiose, Astrangia poculata survit au blanchissement car il est notamment capable de se nourrir exclusivement des proies qu'il attrape.

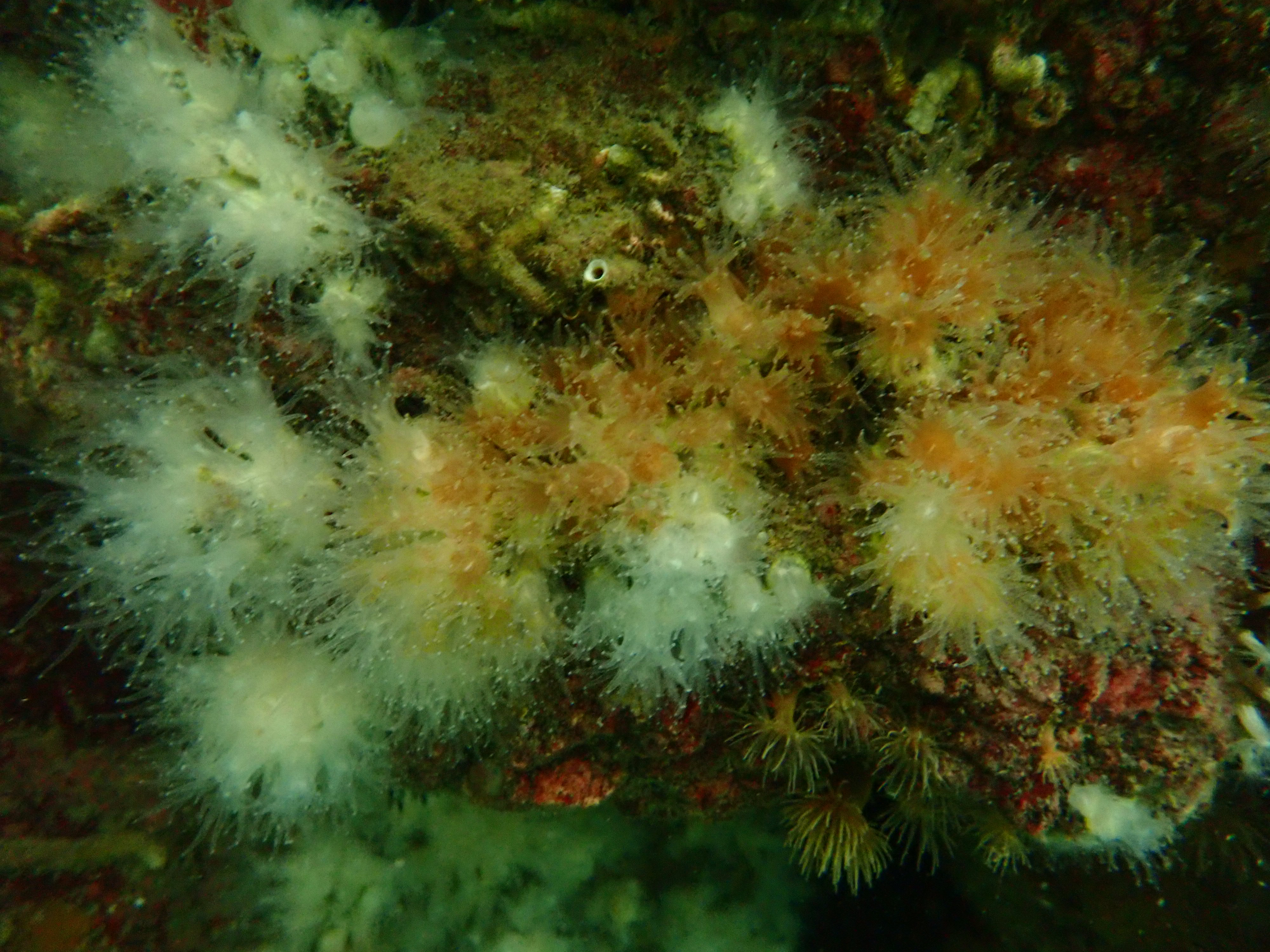
Colonie dAstrangia poculata avec ses polypes sortis (blancs transparents, ou bruns contenant des zooxanthelles)

## Habitat et répartition
Astrangia poculata est originaire de l'océan Atlantique occidental et de la mer des Caraïbes où son aire de répartition s'étend de Cape Cod dans le Massachusetts au golfe du Mexique, sur la côte occidentale de l'Afrique. Il forme des amas encroûtants sur les rochers, les poteaux et les épaves. On le trouve également dans les eaux profondes et des morceaux détachés sont parfois échoués sur le rivage.